# استقلال مالی
استقلال مالی (انگلیسی: Financial independence) در امور مالی شخصی، به حالتی اطلاق می‌شود که دارایی‌های شخصی (ثروت) به میزانی درآمد (سود) تولید می‌کند، که هزینه‌های روزمره را پوشش می‌دهد و فرد نیازی به شغل نداشته باشد. به‌طور ساده، استقلال مالی به معنی در اختیار داشتن ثروت کافی برای زندگی کردن، بدون کار می‌باشد. افراد مستقل مالی اغلب دارای ثروت و دارایی‌هایی هستند که درآمد (جریان نقدی یا سود دریافتی) حاصل از آن، برابر یا بیش از هزینه‌های آنها می‌باشد. دارایی‌ها و بدهی‌های شخصی، عامل مهمی در تعیین استقلال مالی است و دو تکنیک تأثیرگذار در رسیدن به استقلال مالی؛ جمع‌آوری دارایی‌ها یا کاهش هزینه‌ها می‌باشد.